# 宁波轨道交通7号线
宁波轨道交通7号线是中国浙江省宁波市一条建设中的轨道交通线路，标识色为照柿色。线路起自镇海区蛟川街道北部，自东向西经过镇海新城抵达北部工业功能区，此后自北向南经过湾头地区、三江口，再折向东经过东部新城，最后向南到达云龙镇。7号线一期工程长38.8千米，设25座地下车站，于宁波轨道交通第三轮建设规划中实施，2022年1月5日全线开工建设。线路计划于二期继续东延至北仑区境内的经三路站，与6号线换乘。

## 线路走向
宁波轨道交通7号线一期工程南起云龙镇北侧的云龙站，沿镇岚南路向北并进入鄞州大道。此后经鄞县大道转入盛莫路，下穿甬台温高速、环城南路、甬舟铁路，抵达中山东路后向西穿生态走廊并转入民安东路继续向西敷设，下穿福民公园后转入惊驾路向西并下穿甬江。此后线路沿大闸南路向北敷设，穿过姚江后沿康桥南路继续向北敷设，此后沿镇海大道向东敷设，直至一期终点俞范东路站。

## 历史

### 规划
7号线方案最初由《宁波城市总体规划（2004-2020）》2014年修订中提出，是2006年颁布《宁波轨道交通线网控制性详细规划》后宁波新增的首条轨道交通线路。2015年公布的《宁波市城市轨道交通线网规划（修编）》中，该线路南起横溪，经过东钱湖、东部新城、三江口和镇海新城，最后抵达贵安路，同时预留通往九龙湖方向的通道。2020年12月，7号线被列入国家发改委批复的《宁波市城市轨道交通第三期建设规划》中，批复线路为云龙站至俞范路站，不包含横溪段和九龙湖支线，此后九龙湖支线改属10号线。2021年11月11日，7号线工程可行性研究报告由宁波市发改委批复。

### 建设
在7号线全线正式开工建设之前，福民公园站作为先行节点，于2021年7月15日开工建设。2022年1月5日，7号线全线开工建设，2023年1月31日，贵驷–金华路区间成为首个进行盾构施工的区间。该区间于当年5月1日贯通，成为全线首个贯通的盾构区间，11月9日正式开始铺轨。7号线机电安装施工也在2023年11月前后开始。

## 车站
宁波轨道交通7号线设25座车站，均为地下车站，规划9座车站与同期及前期规划线路换乘。

### 站名
7号线多座车站站名因历史传承和辨识度的原因曾进行更改。
| 现站名             | 原站名     | 更名原因                                                           |
| ------------------ | ---------- | ------------------------------------------------------------------ |
| 安石路站           | 东钱湖北站 | 因车站位于鄞县大道与安石路口而得名                                 |
| 回龙站             | 诚信路站   | 因车站位于回龙村，旧有回龙桥而得名                                 |
| 尚德路站           | 富强东路站 | 因车站位于尚德路与盛莫路交叉口而得名                               |
| 邱隘站             | 百丈东路站 | 因车站位于邱隘镇而得名                                             |
| 曙光站             | 曙光路站   | 因车站位于曙光北路与惊驾路口，周边有曙光社区、曙光新村等地名而得名 |
| 湾头站             | 环城北路站 | 因车站所在地原属湾头乡而得名                                       |
| 云飞路（康桥南）站 | 康桥南路站 | 因车站位于康桥南路与云飞路口而得名                                 |
| 宁慈东路站         | 宁慈路站   | 因车站位于康桥南路与宁慈东路口而得名                               |
| 应嘉路站           | 宝轴西路站 | 因车站位于应嘉路与康桥北路口而得名                                 |
| 骆兴站             | 九龙大道站 | 因车站位于骆兴村而得名                                             |
| 镇海市民广场站     | 金华路站   | 因车站南侧为镇海市民广场而得名                                     |
| 明海北路站         | 明海大道站 | 因车站位于明海北路与镇海大道口而得名                               |
| 俞范站             | 俞范路站   |                                                                    |

### 车站列表
|                      |            |                                   |        |                  |  |
| 站名                 | 里程（km） | 换乘路线                          | 所在地 | 车站形式         |  |
| 7号线一期（在建）    |            |                                   |        |                  |  |
| 云龙                 | 0.00       | ■ 8号线（规划）                   | 鄞州区 | 地下三层岛式车站 |  |
| 小洋江               | 1.23       | ■ 4号线 ■ 12号线（规划）          | 鄞州区 | 地下三层岛式车站 |  |
| 安石路               | 3.26       |                                   | 鄞州区 | 地下二层岛式车站 |  |
| 回龙                 | 5.74       |                                   | 鄞州区 | 地下二层岛式车站 |  |
| 尚德路               | 7.17       |                                   | 鄞州区 | 地下二层岛式车站 |  |
| 邱隘                 | 9.10       |                                   | 鄞州区 | 地下二层岛式车站 |  |
| 盛莫路               | 9.92       | ■ 1号线                           | 鄞州区 | 地下三层岛式车站 |  |
| 北明程路             | 11.43      |                                   | 鄞州区 | 地下二层岛式车站 |  |
| 民安东路（金融中心） | 12.49      | ■ 5号线                           | 鄞州区 | 地下三层岛式车站 |  |
| 新天路               | 13.58      |                                   | 鄞州区 | 地下二层岛式车站 |  |
| 福民公园             | 14.47      |                                   | 鄞州区 | 地下二层岛式车站 |  |
| 体育馆               | 15.81      | ■ 3号线                           | 鄞州区 | 地下二层岛式车站 |  |
| 曙光                 | 17.02      | ■ 10号线（规划）                  | 鄞州区 | 地下二层岛式车站 |  |
| 外滩大桥             | 18.58      | ■ 2号线                           | 江北区 | 地下三层岛式车站 |  |
| 宁波大剧院           | 19.68      | ■ 6号线（在建）                   | 江北区 | 地下二层岛式车站 |  |
| 湾头                 | 20.75      |                                   | 江北区 | 地下三层岛式车站 |  |
| 云飞路（康桥南）     | 22.78      | ■ 5号线（规划）                   | 江北区 | 地下二层岛式车站 |  |
| 宁慈东路             | 24.43      |                                   | 江北区 | 地下三层岛式车站 |  |
| 应嘉路               | 27.33      |                                   | 江北区 | 地下二层岛式车站 |  |
| 骆兴                 | 29.66      | ■ 10号线（在建） ■ 12号线（规划） | 镇海区 | 地下二层岛式车站 |  |
| 镇海大道（慈海）     | 31.48      | ■ 5号线                           | 镇海区 | 地下二层岛式车站 |  |
| 镇海市民广场         | 32.80      |                                   | 镇海区 | 地下二层岛式车站 |  |
| 贵驷                 | 34.22      |                                   | 镇海区 | 地下二层岛式车站 |  |
| 明海北路             | 35.33      |                                   | 镇海区 | 地下二层岛式车站 |  |
| 俞范                 | 39.06      |                                   | 镇海区 | 地下二层岛式车站 |  |

## 车辆

### 列车简介
宁波轨道交通7号线采用6辆编组的B型地铁车辆，最高速度100公里/小时，初期配车40列。车辆采用株洲中车时代电气制tDriver-MD1500型牵引电动机。车辆具备全自动无人看守运行（UTO）能力。

### 行车组织
宁波轨道交通7号线计划初期采用单一交路运营，远期在富强东路和宝轴西路间开行区间车。

## 附属设施

### 车辆基地
宁波轨道交通7号线设置下应南车辆段和联群停车场。下应南车辆段与8号线合址共建并共用试车线等设施，位于金达南路以东、首南东路以南、前塘河以北区域，接轨小洋江站，承担7号线、8号线列车乘务、列检、保养以及临时、定期维修任务。联群停车场位于联群村附近，英雄河以南、庄桥河以东、翁家小河以北区域，接轨应嘉路站，承担7号线列车乘务、列检、保养任务。

### 主变电所
宁波轨道交通7号线新设下应、联群主变电所，分别位于下应南车辆段和联群停车场内，此外与1号线、3号线共享樱花主变电所。

### 信号系统
宁波轨道交通7号线采用由卡斯柯提供的信号系统。